# Can Rierola (Seva)
Can Rierola és una masia situada al barri de la Serreta, del poble de Seva a la comarca d'Osona. La masia, reformada, es dedica ara a habitatge.